# Ấu trùng Witchetty

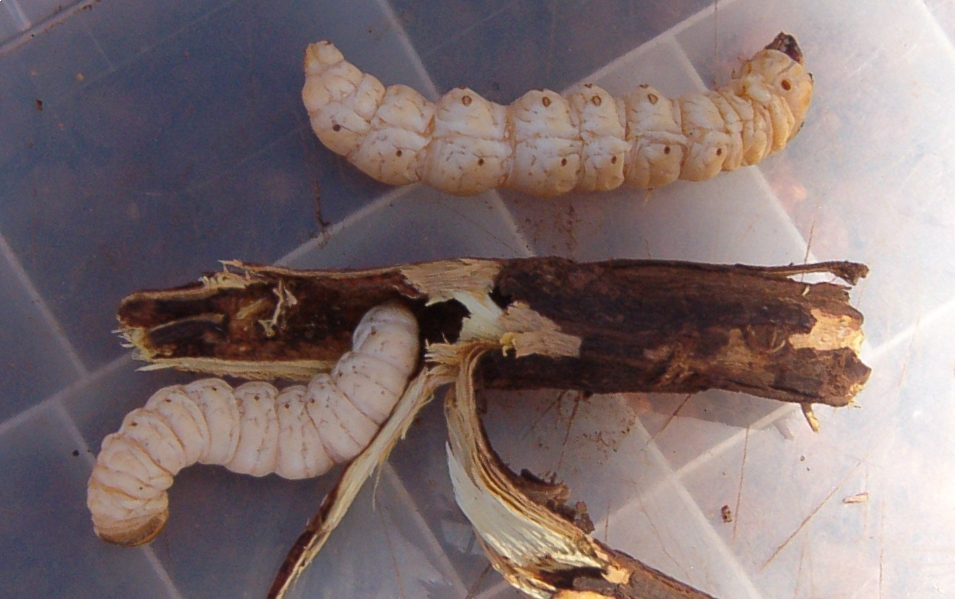
Hai con ấu trùng Witchetty

Ấu trùng Witchetty là tên gọi của thổ dân châu Úc dùng để chỉ về những con ấu trùng có kích thước lớn, màu trắng của ấu trùng ăn gỗ thuộc nhiều loài bướm đêm Loài này còn gọi là Sâu bướm Grub có màu trắng và chuyên ăn gỗ hoặc rễ cây Witchetty. Chúng được thu hoạch dưới đất, nơi chúng sống nhờ vào các rễ cây của Úc như bạch đàn và cây keo đen.

## Đặc sản
Nhiều người nhầm nhiều loài bướm là hình dạng trưởng thành của ấu trùng Witchetty, thực sự thì loài ấu trùng là một dạng phát triển của loại bướm Cossid (Endoxyla leucomochla) Những thổ dân ở Australia xem ấu trùng Witchetty là nguồn thức ăn chủ yếu. Ấu trùng Witchetty rất giàu axit ôlêic, một chất béo không bão hòa đơn Omega-9 rất có lợi cho sức khỏe. Ấu trùng này được thu hoạch ở dưới đất vì những ấu trùng này ăn chất dinh dưỡng ở rễ các cây khuynh diệp và keo trắng.
Khi ăn côn trùng sống, ấu trùng có vị như hạt điều, thơm ngon như hạnh nhân, còn khi được nướng qua bằng than, da của chúng trở nên giòn và vàng ngậy, thơm giống như thịt gà rán. Thổ dân và phụ nữ bản địa Australia rất thích ăn những con sâu bướm Grub. Họ thường vùi Những con sâu béo núc, trắng trẻo trong tro nóng hoặc luộc chín rồi ăn, thậm chí có người còn thích ăn sống để thưởng thức vị bùi bùi của nó. Đây là món ăn hảo hạng bổ dưỡng, giá rẻ. Người dân quan niệm nếu ăn ấu trùng sống sẽ ngăn cách phụ nữ và đàn ông và trẻ em, và chỉ có những người thuộc thế hệ già mới ăn chúng. Người ta cuộn đầu vào đuôi và bắt đầu nhai và tránh cho chúng còn ngọ nguậy trong miệng, dùng que đào lên, ấu trùng này sẽ chui ra khỏi miệng hố và có một công thức khác cho món ăn này đó là món súp.